# Ainaa Amani
Pour les articles homonymes, voir Amani.
Ainaa Amani, née le 18 mars 2002 à Kuala Lumpur, est une joueuse professionnelle de squash représentant la Malaisie. Elle atteint en novembre 2024 la 46e place mondiale sur le circuit international, son meilleur classement. Elle est championne d'Asie par équipes en 2021.

## Biographie
En 20021, elle fait partie de l'équipe de Malaisie, championne d'Asie par équipes.
Elle se qualifie pour les championnats du monde 2023 mais échoue au premier tour face à Farida Mohamed. 

## Palmarès

### Titres
- Championnats d'Asie par équipes : 2021

### Finales
- The Hamilton Open 2024
- Championnats de Malaisie : 2023